# Teresa Bonal Bastons
Teresa Bonal i Bastons (Palafrugell, Baix Empordà, 8 de setembre de 1959) és una mestra i publicista catalana.
A banda de la seva tasca docent, des de fa anys participa activament en la vida cultural de la vila de Palafrugell tot col·laborant en diverses revistes i publicacions locals. Entre el 2002 i el 2011 fa de col·laboradora assídua a la Revista de Palafrugell, de la qual és secretària entre el 2002 i el 2005. D'aquesta etapa de la revista, en parla el seu director del 2002 al 2007, Paulí Martí, a l'article «Moments de canvi» dins un monogràfic sobre la revista titulat Revista de Palafrugell 1962-2012, editat per l'Associació Cultural Pou d'en Bonet a l'abril de 2012. Paulí Martí en destaca la seva eficiència com a secretària, sempre cercant el consens i la seva aportació de noves incorporacions.
L'abril de 2006 Teresa Bonal col·labora també, juntament amb d'altres autors locals, en el llibre El paisatge de Jordi Turró i Paco Dalmau de la col·lecció Àlbum de records d'Edicions Baix Empordà. Es tracta d'un intent de recollir la història recent de la vila a través d'imatges gràfiques, en aquest cas més de 200 postals que van de principi del segle xx fins al 1965.
Entre els anys 2006 i 2008, forma part del consell de redacció del volum anual Crònica d'un any que edita també Edicions del Baix Empordà, i és coautora amb Oriol Oller del volum Josep Bastons. Taller de l'havanera Es tracta d'una biografia de Josep Bastons, oncle de Teresa Bonal, compositor i cantant de Palafrugell considerat un dels pares de l'havanera i de la Cantada de Calella de Palafrugell. Des de l'any 2004 fins a l'actualitat, col·labora assíduament, conjuntament amb Núria Sàbat, a la revista Gavarres, dedicada a divulgar el patrimoni del massís de les Gavarres. Teresa Bonal s'hi estrena al volum 5 de la primavera-estiu del 2004 on publica, conjuntament amb Núria Sàbat, el perfil de «Josep Cofan. Factor de tren». També ha col·laborat en d'altres revistes, com ara Vèlit. Revista de tot l'Empordà, ja desapareguda, i Descobrir Catalunya.